# The Sensation of Sight
The Sensation of Sight è un film del 2006 diretto da Aaron J. Wiederspahn.

## Trama
Questo dramma parla dell'uomo sulla ricerca del significato tra il dolore della disperazione cronaca di Finn. Finn è un insegnante di introspettiva inglese, che entrando in una crisi di mezza età e spinto da una tragedia recente si mette in piedi vendendo enciclopedie per i locali della città.

## Distribuzione
Ha avuto la prima mondiale al Festival di San Sebastian International nel 2006 ed ha avuto una selezione ufficiale in 19 festival nei cinque continenti, tra cui l'Internazional Durban Film Festival, dove ha vinto il premio per la migliore fotografia del festival Christoph Lanzenberg. È stato mostrato in festival in Brasile, Cina, Lituania e Polonia, e ha fatto il suo debutto americano al Festival di Denver, seguito da proiezioni del festival in tutti gli Stati Uniti.